# Walter Hähnel

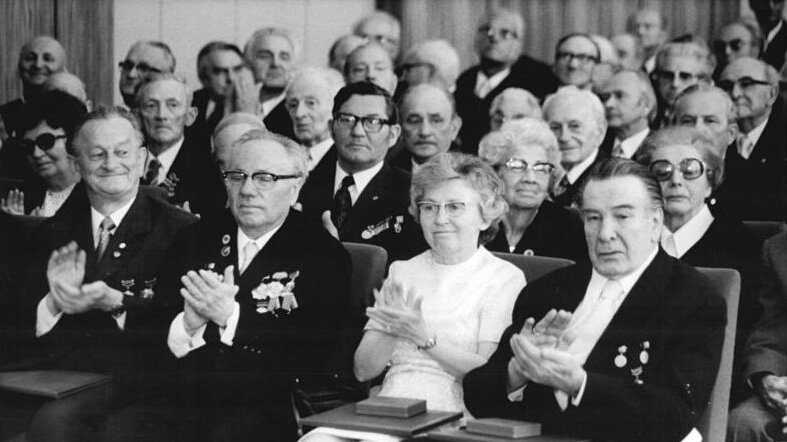
Walter Hähnel (links) bei der Verleihung des Karl-Marx-Ordens im Jahr 1975

Walter Hähnel (* 12. April 1905 in Chemnitz; † 9. Oktober 1979 in Ost-Berlin) war ein deutscher Politiker. Er war Vorsitzender des Kommunistischen Jugendverbands Deutschlands (KJVD) und Mitglied des Zentralkomitees der Kommunistischen Partei Deutschlands (KPD).
Hähnel war in verschiedenen Funktionen aktiver Widerstandskämpfer gegen den Nationalsozialismus, emigrierte 1939 nach Frankreich und kämpfte in der Résistance.
In der frühen Deutschen Demokratischen Republik (DDR) war er an der Zwangsvereinigung der KPD mit der Sozialdemokratischen Partei Deutschlands (SPD) beteiligt. Bis 1970 war er hauptamtlicher Mitarbeiter und Funktionär der Sozialistischen Einheitspartei Deutschlands (SED).

## Leben
Hähnel, Sohn eines Maschinisten, absolvierte nach der Volksschule von 1919 bis 1921 eine Ausbildung zum Kaufmann. Ab 1920 war er Mitglied kommunistischer Jugendorganisationen und wurde 1923 KPD-Mitglied. 1926/27 war Hähnel Chefredakteur der KPD-Zeitung Junge Kämpfer in Chemnitz. Von 1927 bis 1931 war Hähnel Mitglied des Zentralkomitees des Kommunistischen Jugendverbandes Deutschlands (KJVD) in Berlin. 1929 und 1930 lebte Hähnel in Moskau und dann in Prag als Instrukteur der Kommunistischen Jugendinternationale (KJI). Dort wurde er 1931 verhaftet und erhielt wegen Verstoßes gegen das Pressegesetz drei Monate Haft in Leitmeritz. Danach wurde er ausgewiesen. 
In Deutschland wurde er Reichsjugendleiter des Kampfbundes gegen den Faschismus (KgdF), war 1931/32 Mitglied der Reichsleitung des KgdF. Im Mai 1935 wurde er zum Vorsitzenden des KJVD berufen und auf der Brüsseler Konferenz der KPD im Oktober 1935 zum Mitglied des Zentralkomitees der KPD gewählt. Im September 1938 emigrierte Hähnel nach Frankreich und wurde dort auch von der Berner Konferenz der KPD 1939 zum Mitglied des ZK der KPD gewählt. Nach dem Ausbruch des Krieges wurde er von 1939 bis 1940 interniert. Hähnel floh aus der Gefangenschaft, wurde Mitglied der illegalen KPD-Leitung in Toulouse und arbeitete in der Résistance. 1941 bis 1942 war Hähnel erneut in den Lagern Camp des Milles und Le Vernet interniert. 1943 setzte er sich nach Paris ab und wurde wiederum Mitglied der KPD-Leitung. Von 1943 bis 1945 war Hähnel Redakteur der kommunistischen Zeitungen Stimme des Volkes und Volk und Vaterland und 1945 Parteisekretär der KPD in Frankreich. 1943 gehörte er zu den Gründungsmitgliedern des Komitees Freies Deutschland für den Westen (CALPO). 

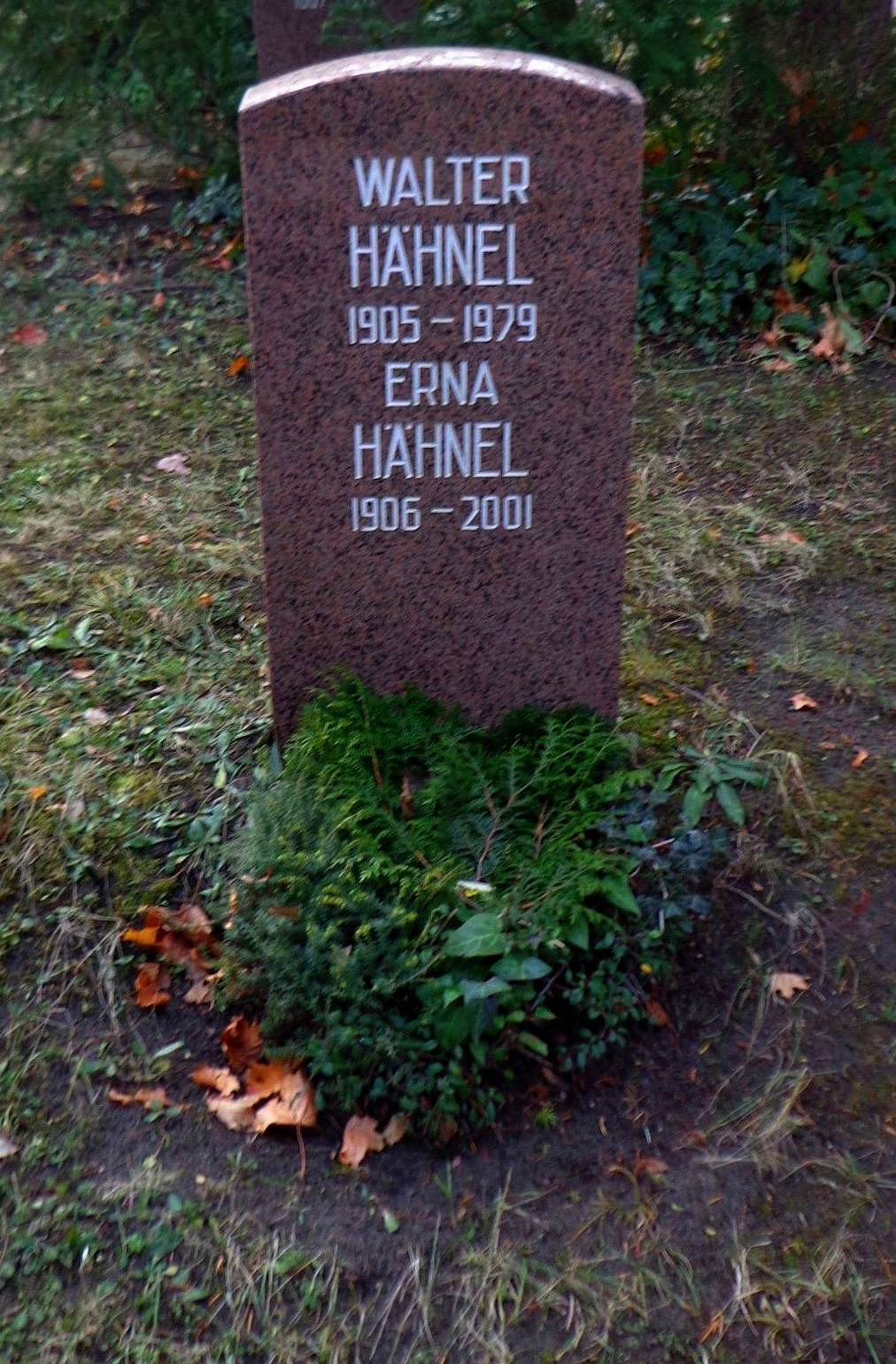
Grabstätte von Walter und Erna Hähnel (2022)

Im Juli 1945 kehrte Hähnel nach Deutschland zurück und wurde leitender Mitarbeiter des Zentralkomitees der KPD in Berlin und war an der Zwangsvereinigung von SPD und KPD zur SED beteiligt. Danach war er Mitglied der damaligen Zonenleitung, später Mitarbeiter der Arbeitsgruppe SED-KPD in der Westabteilung des Zentralsekretariats der SED. 1949 wurde er Hauptreferent der Westkommission der SED, ab April 1951 Leiter des Sektors westliche Kader in der Abteilung Kader des Zentralkomitees (ZK) der SED. 1952 bis 1960 war Hähnel stellvertretender Leiter der Abteilung Kaderregistratur, dann der Abteilung Arbeitsbüro des ZK der SED. Im April 1970 schied er aus dem hauptamtlichen Apparat.
Seine Urne wurde in der Grabanlage Pergolenweg des Berliner Zentralfriedhofs Friedrichsfelde beigesetzt.

## Auszeichnungen
- 6. Mai 1955 Vaterländischer Verdienstorden in Silber und 1970 in Gold[2]
- 1958 Medaille für Kämpfer gegen den Faschismus
- 1961 Artur-Becker-Medaille
- 1960 und 1965 Orden Banner der Arbeit
- 1975 Karl-Marx-Orden